# Bionic Commando
Bionic Commando är ett plattformsspel till Nintendos NES från 1988. I Bionic Commando var utvecklarna tidiga med att introducera änterhaken i spelvärlden i form av en mekanisk arm. Det var också en av de första spelen där huvudpersonen inte kunde hoppa. Uppföljaren Bionic Commando har släpptes 2009 och utvecklas till PC, Xbox 360, Playstation 3.
Bionic Commando Rearmed är en remake av spelet Bionic Commando till NES.

### Fotnoter
1. 1 2 3  ”Bionic Commando”. NES DB. 11 mars 1988. Arkiverad från originalet den 26 april 2014. https://web.archive.org/web/20140426234050/http://www.nesdb.se/game_more.php?id=181&rid=1. Läst 26 april 2014.
2. ↑  Peter Ottsjö (18 oktober 2007). ”"Bionic commando" kommer tillbaka” (på svenska). Aftonbladet. https://www.aftonbladet.se/nojesbladet/spela/article11274193.ab. Läst 10 december 2017.
3. ↑  Peter Ottsjö (17 januari 2008). ”Svenske Simon gör nytt "Bionic commando"” (på svenska). Aftonbladet. https://www.aftonbladet.se/nojesbladet/spela/article11889428.ab. Läst 10 december 2017.